# Paul Coll
Paul Daniel Coll, ONZM (* 9. Mai 1992 in Greymouth) ist ein neuseeländischer Squashspieler.

## Karriere
Paul Coll begann seine Karriere im Jahr 2010 und gewann bislang 27 Titel auf der PSA World Tour. Mit der neuseeländischen Nationalmannschaft nahm er 2011, 2013, 2017, 2019 und 2023 an der Weltmeisterschaft teil. Auch bei den Commonwealth Games 2014 gehörte er zum neuseeländischen Aufgebot. Zwischen 2015 und 2019 wurde er fünfmal in Folge sowie nochmals 2022 und 2023 neuseeländischer Landesmeister. Mit Joelle King wurde er 2016 Weltmeister im Mixed. Im selben Jahr gewann er als Qualifikant mit den St George’s Hill Open das bislang höchstklassige Turnier seiner Karriere. 2017 verteidigte er mit Joelle King seinen Titel bei der Weltmeisterschaft im Mixed. In dieser Disziplin gewann er mit King bei den Commonwealth Games 2018 die Bronzemedaille. Im Einzel erreichte er das Finale, in dem er James Willstrop unterlag und somit Silber gewann.
Bei der Weltmeisterschaft 2019/20 stand er als erster Neuseeländer seit Ross Norman im Jahr 1985 im Endspiel des Turniers. Die Finalpartie gegen Tarek Momen verlor Coll in drei Sätzen. Als erster Neuseeländer gewann Coll 2021 die British Open. Nach einem 3:0-Halbfinalsieg gegen Mohamed Elshorbagy besiegte er im Finale auch Ali Farag in vier Sätzen. Dank des Turniersiegs rückte er in der Weltrangliste auf Rang drei vor, eine neue Bestmarke. Zum Ende des Jahres stieg er auf den zweiten Weltranglistenplatz auf. Im März 2022 übernahm er schließlich von Ali Farag, als erster Neuseeländer, die Weltranglistenführung. Im August 2022 sicherte sich Coll bei den Commonwealth Games in Birmingham sowohl im Einzel als auch im Mixed mit Joelle King die Goldmedaille. Für seine Erfolge wurde ihm Anfang 2023 das Offizierskreuz des New Zealand Order of Merit verliehen.
Im Juli 2024 heiratete er die Squashspielerin Nele Gilis.

## Erfolge
- Vizeweltmeister: 2019/20
- Weltmeister im Mixed: 2016 und 2017 (jeweils mit Joelle King)
- Gewonnene PSA-Titel: 27
- 3 Monate und 2 Wochen Weltranglistenerster
- Commonwealth Games: 2 × Gold (Einzel und Mixed 2022), 1 × Silber (Einzel 2018), 1 × Bronze (Mixed 2018)
- Neuseeländischer Meister: 7 Titel (2015–2019, 2022, 2023)